# Mistrzostwa Czterech Kontynentów w Łyżwiarstwie Szybkim 2023
3. Mistrzostwa Czterech Kontynentów w Łyżwiarstwie Szybkim – zawody w łyżwiarstwie szybkim, które odbyły się w dniach 2–4 grudnia 2022 roku w kanadyjskim mieście Quebec w hali Centre de Glaces de Québec. Rozegrano po siedem konkurencji dla kobiet i mężczyzn.

## Klasyfikacja medalowa
| Pozycja | Reprezentacja     | Złoto | Srebro | Brąz | Razem |
| 1.      | Kanada            | 7     | 1      | 6    | 14    |
| 2.      | Korea Południowa  | 4     | 4      | 4    | 12    |
| 3.      | Kazachstan        | 2     | 4      | 0    | 6     |
| 4.      | Chiny             | 1     | 2      | 2    | 5     |
| 5.      | Japonia           | 0     | 2      | 1    | 3     |
| 6.      | Stany Zjednoczone | 0     | 1      | 1    | 2     |

## Medale
| Konkurencja      | Złoto                                                           | Srebro                                                         | Brąz                                                                           |
| Kobiety          |                                                                 |                                                                |                                                                                |
| 500 metrów       | Kim Min-sun                                                     | Konami Soga                                                    | Yukino Yoshida                                                                 |
| 1000 metrów      | Kim Min-sun                                                     | Jekatierina Ajdowa                                             | Béatrice Lamarche                                                              |
| 1500 metrów      | Nadieżda Morozowa                                               | Jekatierina Ajdowa                                             | Alison Desmarais                                                               |
| 3000 metrów      | Valérie Maltais                                                 | Nadieżda Morozowa                                              | Béatrice Lamarche                                                              |
| Bieg masowy      | Valérie Maltais                                                 | Yang Binyu                                                     | Park Ji-woo                                                                    |
| Bieg drużynowy   | Kanada · Béatrice Lamarche · Maddison Pearman · Valérie Maltais | Chiny · Chen Xiangyu · Li Leming · Yang Binyu                  | Korea Południowa · Hwang Hyun-sun · Park Chae-won · Park Ji-woo                |
| Sprint drużynowy | Chiny · Zhang Lina · Pei Chong · Yang Binyu                     | Stany Zjednoczone · Chrysta Rands · Anna Quinn · Sarah Warren  | Kanada · Rose Laliberté-Roy · Alison Desmarais · Abigail McCluskey             |
| Mężczyźni        |                                                                 |                                                                |                                                                                |
| 500 metrów       | Laurent Dubreuil                                                | Yuma Murakami                                                  | Kim Jun-ho                                                                     |
| 1000 metrów      | Laurent Dubreuil                                                | Park Seong-hyeon                                               | Kim Tae-yun                                                                    |
| 1500 metrów      | Antoine Gélinas-Beaulieu                                        | Dmitrij Morozow                                                | Jake Weidemann                                                                 |
| 5000 metrów      | Witalij Szczigolew                                              | Lee Seung-hoon                                                 | Jordan Belchos                                                                 |
| Bieg masowy      | Chung Jae-won                                                   | Lee Seung-hoon                                                 | Shen Hanyang                                                                   |
| Bieg drużynowy   | Korea Południowa · Chung Jae-won · Um Cheon-ho · Yang Ho-jun    | Kanada · Jake Weidemann · Antoine Gélinas-Beaulieu · Max Halyk | Chiny · Shen Hanyang · Wang Hongli · Wang Shiwei                               |
| Sprint drużynowy | Kanada · Christopher Fiola · Laurent Dubreuil · David La Rue    | Korea Południowa · Kim Jun-ho · Kim Tae-yun · Park Seong-hyeon | Stany Zjednoczone · Tanner Worley · Zach Stoppelmoor · Conor McDermott-Mostowy |